# チャールズ・アンダーソン・ウィックリフ
チャールズ・アンダーソン・ウィックリフ（Charles Anderson Wickliffe, 1788年6月8日 - 1869年10月31日）は、アメリカ合衆国の政治家。1839年から1840年まで第14代ケンタッキー州知事を、1841年から1845年までアメリカ合衆国郵政長官を務めた。

## 生涯
1788年、ウィックリフはケンタッキー州バーズタウンにおいて誕生した。ウィックリフはバーズタウンの初等学校で学び、法律を学び、1809年に弁護士として認可を受けた。ウィックリフはバーズタウンで弁護士業を開業した。
ウィックリフは間もなく有能な法律家として評判を獲得した。ウィックリフは米英戦争におけるテムズの戦いで、サミュエル・コルドウェル将軍の補佐官を務めた。ウィックリフは1814年から1823年までケンタッキー州下院議員を務めた。さらにウィックリフは1823年から1833年まで合衆国下院議員を務めた。ウィックリフは民主党においてヘンリー・クレイを支持した。
1834年、ウィックリフは再びケンタッキー州下院議員となり、下院議長も務めた。1836年、ウィックリフはケンタッキー州副知事に選出され、1839年にケンタッキー州知事代行となった。1841年、ウィックリフはジョン・タイラー大統領から郵政長官に任命された。ウィックリフはタイラー大統領の任期満了となる1845年3月まで郵政長官を務めた。
郵政長官退任後、ジェームズ・ポーク大統領はウィックリフをテキサス共和国に密使として派遣した。ウィックリフはテキサス共和国を合衆国の州として加入させるための交渉を行った。
1849年、ウィックリフはケンタッキー州憲法制定会議の代表を務めた。1856年、ウィックリフは民主党全国大会のケンタッキー州代表を務めた。1861年、ウィックリフはワシントン平和会議の代表に選出された。ワシントン平和会議では、南北戦争の勃発を防ぐための議論が交わされた。ウィックリフは1861年から1863年まで合衆国下院議員を務めた。
1869年、ウィックリフはメリーランド州イルチェスターで死去した。ウィックリフの遺体はケンタッキー州バーズタウンのバーズタウン墓地に埋葬された。